# سانته رانوچی
سانته رانوچی (ایتالیایی: Sante Ranucci؛ زادهٔ ۳۱ اکتبر ۱۹۳۳-درگذشته ۲۰ مه ۲۰۲۳) دوچرخه‌سوار جاده اهل ایتالیا بود.
وی در مسابقات کشوری و بین‌المللی در مجموع برندهٔ ۱ مدال طلا شد.